# Deimosdurchgang vom Mars

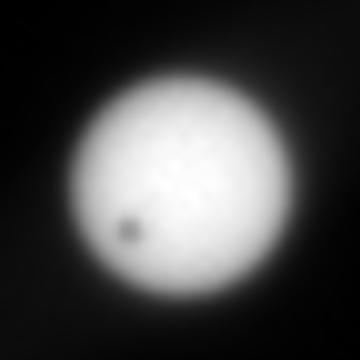
Deimosdurchgang vom Mars aufgenommen vom Mars Rover Opportunity am 4. März 2004

Ein Durchgang des Marsmondes Deimos vor der Sonne, vom Mars aus gesehen, findet statt, wenn Deimos direkt zwischen der Sonne und einem Punkt auf der Marsoberfläche vorbeizieht. Während eines solchen Transits wäre Deimos mit einem Sonnenfilter als kleine schwarze Scheibe von etwas unregelmäßiger Form zu sehen, die sich schnell über die Sonnenscheibe bewegt. Aus einer Umlaufbahn wäre sein Schatten kaum zu sehen, weil nur der Halbschatten den Mars erreicht.
Das Ereignis kann als eine partielle Finsternis der Sonne durch Deimos aufgefasst werden. Weil jedoch der Winkeldurchmesser von Deimos -- vom Mars aus gesehen -- nur rund 1/10 des scheinbaren Sonnendurchmessers ausmacht, ist die Erscheinung eher als Durchgang zu bezeichnen. Der Winkeldurchmesser von Deimos entspricht nur etwa dem 2½-fachen Winkeldurchmesser der Venus bei einem von der Erde aus beobachteten Venusdurchgang. Im Gegensatz zu dessen Dauer von einigen Stunden benötigt ein Durchgang von Deimos am Mars nur ein bis zwei Minuten, weil der kleine Mond eine relativ kurze Umlaufperiode von 30,3 Stunden besitzt.
Weil Deimos den Mars nicht genau in dessen Äquatorebene umrundet -- und diese um 25,2° gegen die Bahnebene des Planeten um die Sonne geneigt ist -- berührt der Schatten von Deimos im Laufe eines Marsjahres die Marsoberfläche in verschiedenen Breiten. Allerdings geht der Mondschatten etwa ¾ des Marsjahres am Planeten vorbei.
Für jede areografische Position auf der Marsoberfläche (ausgenommen die Polregionen) gibt es zwei Zeitpunkte im Marsjahr, an denen der Schatten von Deimos über sie zieht. Während dieses Zeitraums kann der Beobachter aber (wegen der Kleinheit des Mondes) höchstens einen Deimos-Transit sehen. Der Schatten fällt immer auf die „Winterhemisphäre“, ausgenommen er kreuzt den Äquator während der Tagundnachtgleiche. So geschehen Transite von Deimos während des Marsherbstes und des Winters in der Nordhemisphäre und in der südlichen Hemisphäre, ungefähr symmetrisch um die Wintersonnenwende. Nahe dem Äquator geschehen sie um die Tagundnachtgleichen im Frühling und Herbst; weiter vom Äquator weg erfolgen sie um die Wintersonnenwende.
Deimos umkreist den Mars verhältnismäßig nah, daher kann er von dort nicht nördlicher als 82° oder südlicher als −82° gesehen werden. Die Deimosdurchgänge sind somit nur bis in Breiten von etwa 82° möglich.

## Hinweise
1. ↑  Dies ergibt sich aus dem Winkel von 8,2°, unter dem Mars von Phobos aus erscheint, und der Achsenneigung des Planeten gegen seine Bahnebene von über 25° (Abschätzung von Geof, April 2017)